# Elamin Erbate
Elamin Erbate, né le 1er juillet 1981 à Fnideq (Maroc) est un footballeur international marocain évoluant au poste de défenseur. En septembre 2013, le joueur lance des accusations de truquage de matchs dans le championnat marocain, ce qui crée une polémique à l’échelle du Maroc et de la FIFA.

## Biographie

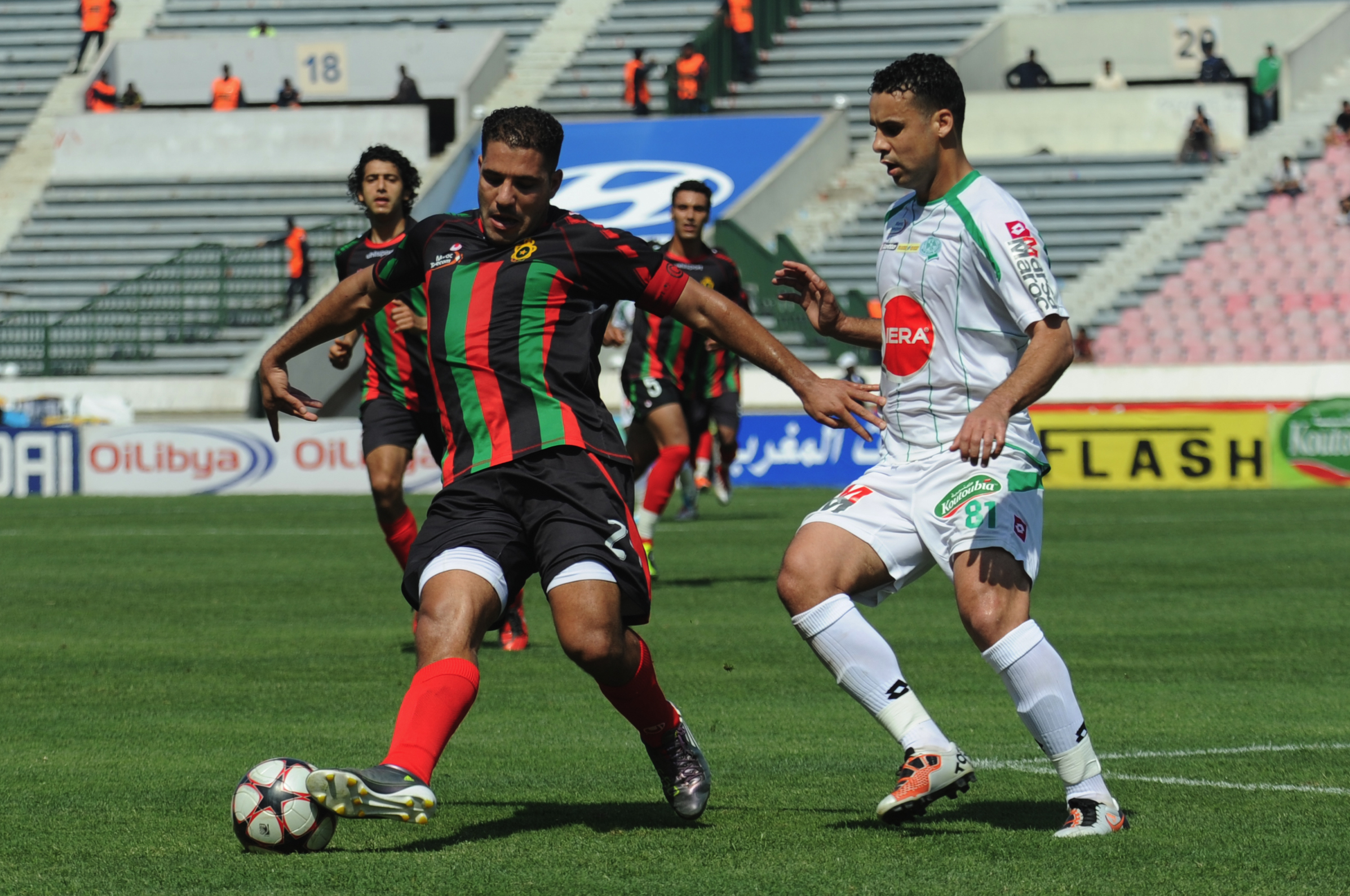
Elamin Erbate contre les FAR de Rabat en 2011

En 1996, Erbate, alors âgé de 15 ans, a rejoint le centre de formation du Raja de Casablanca, en provenance de la Renaissance Martil. En mars 2000, sous la conduite de Oscar Fullone, il fait ses débuts avec l'équipe première du Raja de Casablanca, lors de la finale de la Supercoupe d'Afrique face à l'Africa Sports. En 2000-2001, il est prêté au club d'Al Ahly Tripoli. En 2004, il fait partie de l'équipe olympique du Maroc à Athènes, éliminée au premier tour. Durant l'été 2006, il effectue un essai avec le club espagnol de l'Osasuna Pampelune, puis un autre à l'AS Monaco, mais il est finalement prêté au club du Qatar SC pour une saison. Durant l'été suivant, après avoir effectué un essai aux Girondins de Bordeaux puis au Stade rennais, il est de nouveau prêté, cette fois au club du Dhafra aux Émirats. 
Le 26 mai 2008, il signe un contrat de trois ans à l'Olympique de Marseille pour 500 000 euros. Le 6 juillet suivant, il est présenté officiellement à la presse avant d'effectuer ses débuts en championnat en tant que titulaire contre le stade rennais lors de la première journée de championnat. Après une demi saison très compliquée où il joue rarement, il quitte l'OM après seulement six mois au club et rejoint le émirati d'Al Wahda pour un peu moins d'un million d'euros mais n'y reste que la fin de saison. En 2009, libre de tout contrat, il rejoint le club marocain du Moghreb de Tétouan pour une durée d’une saison.
Le 15 juillet 2010, il signe un contrat d'une année en faveur de l'AC Arles-Avignon avant de quitter le club en décembre suivant pour rejoindre son équipe mère, le Raja de Casablanca. Le 28 juin 2013, Elamine est libéré de son contrat.

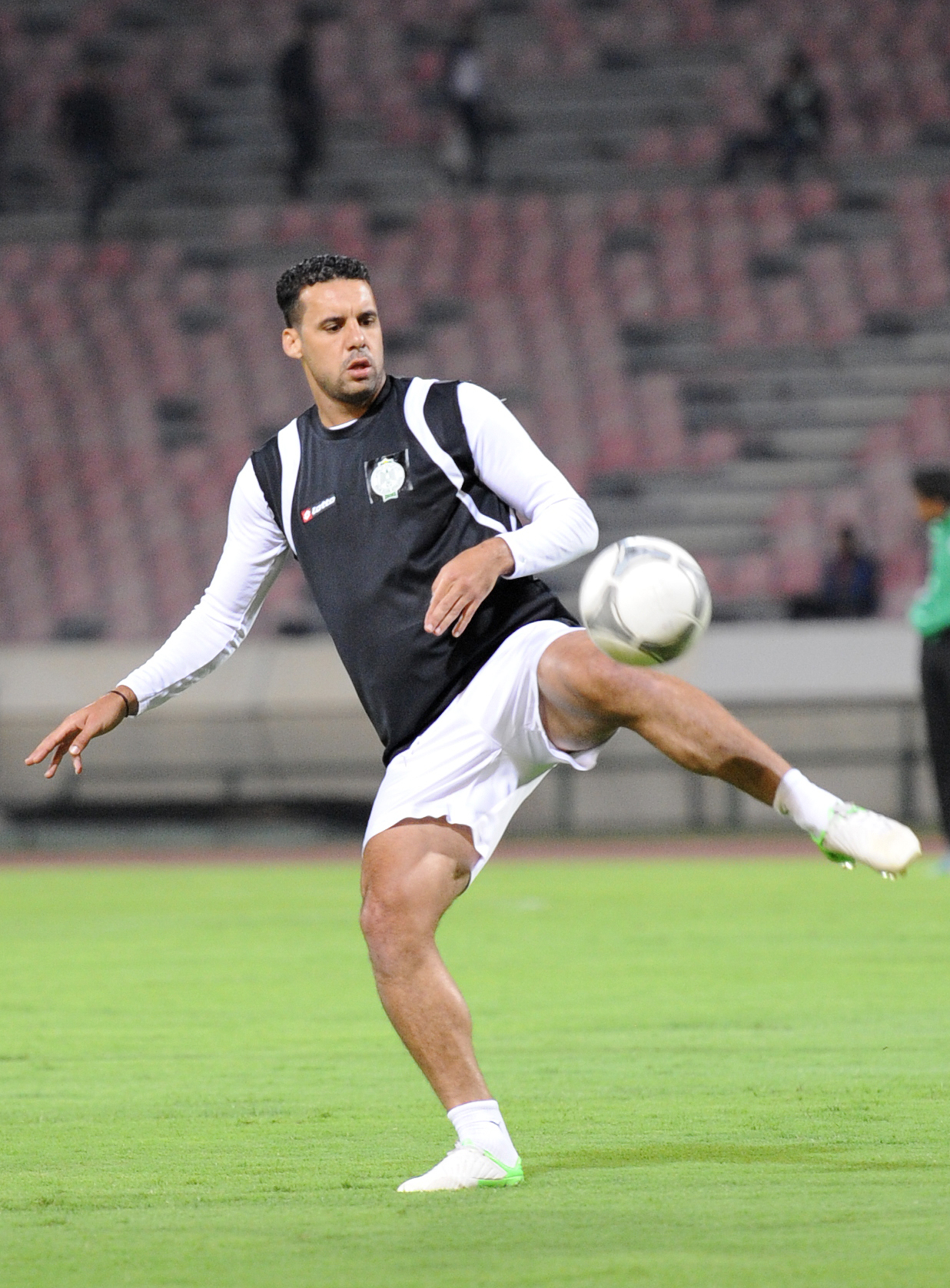
Elamin Erbate en 2012

Le 16 septembre suivant, il accuse son club de cœur le Raja de Casablanca de corruption remettant en cause le titre de champion 2013 et la victoire en coupe de son ancienne équipe : « Le double sacre du Raja était truqué. J’ai moi-même donné de l’argent à certains joueurs de clubs adverses pour nous permettre de gagner. J'ai accepté de jouer des rôles vils et bas par amour pour le Raja. »
En 2014, il a été condamné à payer une amende de 150 000 DH à son ancien club pour manque de preuves.

### Liste des matches internationaux
| Matches internationaux de Elamin Erbate | Matches internationaux de Elamin Erbate | Matches internationaux de Elamin Erbate | Matches internationaux de Elamin Erbate | Matches internationaux de Elamin Erbate | Matches internationaux de Elamin Erbate | Matches internationaux de Elamin Erbate |
|                                         | Date                                    | Lieu                                    | Adversaire                              | Résultat                                | Compétition                             |                                         |
| --------------------------------------- | --------------------------------------- | --------------------------------------- | --------------------------------------- | --------------------------------------- | --------------------------------------- | --------------------------------------- |
| 1.                                      | 20 novembre 2002                        | Rabat, Maroc                            | Mali                                    | 1 - 3                                   | Match amical                            |                                         |
| 2.                                      | 31 mars 2004                            | Rabat, Maroc                            | Angola                                  | 3 - 1                                   | Match amical                            |                                         |
| 3.                                      | 28 mai 2004                             | Bamako, Mali                            | Mali                                    | 0 - 0                                   | Match amical                            |                                         |
| 4.                                      | 17 novembre 2004                        | Rabat, Maroc                            | Burkina Faso                            | 4 - 0                                   | Match amical                            |                                         |
| 5.                                      | 18 juin 2005                            | Nairobi, Kenya                          | Kenya                                   | 0 - 0                                   | Qualification CAN 2006                  |                                         |
| 6.                                      | 24 janvier 2006                         | Le Caire, Égypte                        | Égypte                                  | 0 - 0                                   | CAN 2006                                |                                         |
| 7.                                      | 28 janvier 2006                         | Le Caire, Égypte                        | Libye                                   | 0 - 0                                   | CAN 2006                                |                                         |
| 8.                                      | 16 août 2006                            | Rabat, Maroc                            | Burkina Faso                            | 1 - 0                                   | Match amical                            |                                         |
| 9.                                      | 02 septembre 2006                       | Rabat, Maroc                            | Malawi                                  | 2 - 0                                   | Qualification CAN 2008                  |                                         |
| 10.                                     | 15 novembre 2006                        | Rabat, Maroc                            | Gabon                                   | 6 - 0                                   | Match amical                            |                                         |
| 11.                                     | 07 février 2007                         | Rabat, Maroc                            | Tunisie                                 | 1 - 1                                   | Match amical                            |                                         |
| 12.                                     | 25 mars 2007                            | Harare, Zimbabwe                        | Zimbabwe                                | 1 - 1                                   | Qualification CAN 2008                  |                                         |
| 13.                                     | 02 juin 2007                            | Rabat, Maroc                            | Zimbabwe                                | 2 - 0                                   | Qualification CAN 2008                  |                                         |
| 14.                                     | 16 juin 2007                            | Blantyre, Malawi                        | Malawi                                  | 0 - 1                                   | Qualification CAN 2008                  |                                         |
| 15.                                     | 17 octobre 2007                         | Rabat, Maroc                            | Namibie                                 | 2 - 0                                   | Match amical                            |                                         |
| 16.                                     | 16 novembre 2007                        | Saint-Denis, France                     | France                                  | 2 - 2                                   | Match amical                            |                                         |
| 17.                                     | 21 novembre 2007                        | Créteil, France                         | Sénégal                                 | 0 - 3                                   | Match amical                            |                                         |
| 18.                                     | 12 janvier 2008                         | Fès, Maroc                              | Zambie                                  | 2 - 0                                   | Match amical                            |                                         |
| 19.                                     | 16 janvier 2008                         | Rabat, Maroc                            | Angola                                  | 2 - 1                                   | Match amical                            |                                         |
| 20.                                     | 21 janvier 2008                         | Accra, Ghana                            | Namibie                                 | 5 - 1                                   | CAN 2008                                |                                         |
| 21.                                     | 24 janvier 2008                         | Accra, Ghana                            | Guinée                                  | 2 - 3                                   | CAN 2008                                |                                         |
| 22.                                     | 28 janvier 2008                         | Accra, Ghana                            | Ghana                                   | 2 - 0                                   | CAN 2008                                |                                         |
| 23.                                     | 26 mars 2008                            | Bruxelles, Belgique                     | Belgique                                | 1 - 4                                   | Match amical                            |                                         |
| 24.                                     | 31 mai 2008                             | Casablanca, Maroc                       | Éthiopie                                | 3 - 0                                   | Qualification mondial 2010              |                                         |
| 25.                                     | 07 juin 2008                            | Nouakchott, Mauritanie                  | Mauritanie                              | 1 - 4                                   | Qualification mondial 2010              |                                         |
| 26.                                     | 14 juin 2008                            | Kigali, Rwanda                          | Rwanda                                  | 3 - 1                                   | Qualification mondial 2010              |                                         |
| 27.                                     | 21 juin 2008                            | Casablanca, Maroc                       | Rwanda                                  | 2 - 0                                   | Qualification mondial 2010              |                                         |
| 28.                                     | 20 août 2008                            | Rabat, Maroc                            | Bénin                                   | 3 - 1                                   | Match amical                            |                                         |
| 29.                                     | 06 septembre 2008                       | Mascate, Oman                           | Oman                                    | 0 - 0                                   | Match amical                            |                                         |
| 30.                                     | 11 octobre 2008                         | Rabat, Maroc                            | Mauritanie                              | 4 - 1                                   | Qualification mondial 2010              |                                         |
| 31.                                     | 19 novembre 2008                        | Casablanca, Maroc                       | Zambie                                  | 3 - 0                                   | Match amical                            |                                         |
| 32.                                     | 11 février 2009                         | Casablanca, Maroc                       | Tchéquie                                | 0 - 0                                   | Match amical                            |                                         |
| 33.                                     | 28 mars 2009                            | Casablanca, Maroc                       | Gabon                                   | 1 - 2                                   | Qualification mondial 2010              |                                         |
| 34.                                     | 31 mars 2009                            | Lisbonne, Portugal                      | Angola                                  | 0 - 2                                   | Match amical                            |                                         |
| 35.                                     | 07 juin 2009                            | Yaoundé, Cameroun                       | Cameroun                                | 0 - 0                                   | Qualification mondial 2010              |                                         |
| 36.                                     | 20 juin 2009                            | Rabat, Maroc                            | Togo                                    | 0 - 0                                   | Qualification mondial 2010              |                                         |
| 37.                                     | 12 août 2009                            | Rabat, Maroc                            | Congo                                   | 1 - 1                                   | Match amical                            |                                         |
| 38.                                     | 06 septembre 2009                       | Lomé, Togo                              | Togo                                    | 1 - 1                                   | Qualification mondial 2010              |                                         |
| 39.                                     | 10 octobre 2009                         | Libreville, Gabon                       | Gabon                                   | 3 - 1                                   | Qualification mondial 2010              |                                         |

## Palmarès

### En club
Avec le Raja de Casablanca, il remporte la supercoupe de la CAF en 2000 et la Coupe de la CAF en 2003. Il est champion du Maroc à trois reprises en 2004, 2011 et 2013 et deux fois vice-champion en 2003 et 2005. Il remporte également trois Coupes du Trône en 2002, 2005 et 2012.
Avec Al Ahly Tripoli, il remporte la Coupe de Libye en 2006 et termine vice-champion de France en 2009 avec l'Olympique de Marseille.

### Distinctions personnelles
En 2007, il est élu meilleur joueur étranger du championnat du Qatar.